# 草池街道
草池街道，原为草池镇，是中华人民共和国四川省资阳市简阳市下辖的一个乡镇级行政单位。2019年12月，撤镇设街道，草池街道办事处驻绛溪街116号。

## 行政区划
草池街道下辖以下地区：
草池社区、平桥村、罗家村、丽星村、平泉村、群力村、白马村、烂河村、实奋村、国防村、金鸡村、三渔村、龙湾村、寨子村、幸福村、瓦厂村、永逸村、盘山村、石包村、集体村、君桥村、八仙村、勤耕村、友爱村、努力村、团林村、潘家村、长河村、崔家村、石良村和五爱村。